# Скшешовице
Скшешови́це (пол. Skrzeszowice) — село в Польше в сельской гмине Коцмыжув-Любожица Краковского повета Малопольского воеводства

## География
Село располагается в 22 км от административного центра воеводства города Краков. Село находится на Малопольском пути святого Иакова в направлении от Сандомира до Тыньца.

## История
Первые упоминания о селе относятся к концу XV веку. В 1581 году село стало принадлежать князю Константы Острогскому. В XIX веке в селе действовала угольная шахта. С 1918 по 1939 год село было центром крестьянского движения.
В 1975—1998 годах село входило в состав Краковского воеводства.

## Население
По состоянию на 2013 год в селе проживало 533 человек.
| 2010 | 2013 |
| ---- | ---- |
| 516  | 533  |

| Перепись  | Всего   | Всего | Женщины | Женщины | Мужчины | Мужчины |
| --------- | ------- | ----- | ------- | ------- | ------- | ------- |
| Единицы   | человек | %     | человек | %       | человек | %       |
| Население | 533     | 100   | 261     |         | 272     |         |

## Достопримечательности
- Усадьба в Скшешовице — памятник культуры Малопольского воеводства[4].